# Кирби (персонаж)
Ки́рби (яп. カービィ Ка:би:, англ. Kirby) — персонаж и главный герой одноимённой серии видеоигр, созданной компаниями Nintendo и HAL Laboratory эксклюзивно для консолей первой (начиная с Game Boy). Сферический внешний вид и способность Кирби копировать силы своих врагов сделали его известной фигурой в видеоигровой индустрии и одним из самых знаковых персонажей видеоигр.
Кирби впервые появился в 1992 году в игре Kirby's Dream Land для портативной консоли Game Boy, тогда как сам персонаж был создан геймдизайнером Масахиро Сакураи в возрасте 19 лет. Игра дала старт крупной серии, насчитывающей более 20 игр: от платформеров до головоломок, гонок и даже пинбола. Кирби также появлялся во всех играх серии Super Smash Bros., а также как главный герой в аниме и комиксах манга. С 1999 года его озвучивает сэйю Макико Омото.
Кирби хорошо известен своей способностью вдыхать объекты и существ для получения их способностей, а также способности парить в воздухе, набрав воздуха в тело. Он использует эти способности для спасения миров, в частности планеты Поп Звезда (англ. Pop Star) от злых сил и антагонистов, таких как Темная Материя (англ. Dark Matter) или Кошмар (англ. Nightmare). В своих приключениях он часто пересекается со своими соперниками, прожорливым Королём Дидиди (англ. King DeDeDe) и таинственным Мета Рыцарем (англ. Meta Knight), хотя последний может быть как врагом, так и героем в зависимости от игры. Практически во всех своих играх Кирби изображен как веселый, невинный персонаж, обожающий еду, но в то же время бесстрашный, добрый и умный перед лицом опасности.

## Концепт и создание
Кирби был создан геймдизайнером Масахиро Сакураи в качестве главного героя игры Kirby's Dream Land, выпущенной в 1992 году. Дизайн персонажа первоначально на ранней стадии разработки напоминал каплю-наполнитель и впоследствии получил упрощённую форму, напоминающую шар. Сакураи переключился на это решение в качестве окончательного дизайна персонажа, так как посчитал, что он лучше подходит персонажу. Первоначально Кирби был известен под именем ПоПоПо (ポ ポ ポ) во время разработки, пока имя «Кирби» не было выбрано из списка потенциальных имен. Сигэру Миямото отмечал, что имя Кирби персонаж получил в честь американского адвоката Джона Кёрби, который защитил интересы Nintendo в деле против Universal Studios в 1984 году и что броское имя резко контрастировало с симпатичным внешним видом. Однако, по словам Сакураи, он не помнит, как Кирби получил своё имя.Есть ещё одно предположение связанное с тем что Кирби получил своё имя от одноимённой марки пылесосов, что довольно логично.
Кирби имеет белый цвет в Kirby's Dream Land из-за технических ограничений Game Boy. Сакураи хотел, чтобы персонаж был розовым, в то же время Миямото видел персонажа желтым. Кирби белого цвета фигурировал в североамериканских рекламных материалах и обложках игры, чтобы отразить внешний вид персонажа; тем не менее на японской игровой коробке Кирби светло-красный.
В Северной Америке Кирби на обложках игр выглядит более дерзко, в то время, как в Японии на обложках Кирби выглядит расслаблено. Представитель Nintendo заявил, что компания считает, что такой внешний вид привлечёт большую аудиторию в Северной Америке.

## Характеристики
Кирби — небольшое розовое сферическое существо с большими красными ногами и короткими руками. Его глаза отличаются овальной формой с бликами сверху, черными радужками в центре и тёмно-синими радужками снизу (в ранних играх — полностью чёрные глаза) с румяными щеками возле глаз. Его тело мягкое и гибкое, что позволяет ему растягиваться или сплющиваться и принимать разные формы, очень широко открывать рот, чтобы вдыхать противников, или вбирать в себя воздух и летать. В высоту он предположительно 8 дюймов (или 20,32 сантиметра), если верить информации из Super Smash Bros. Его вес неизвестен, но некоторые эпизоды аниме и игры Super Smash Bros. и Kirby 64: The Crystal Shards позволяют предположить, что он достаточно лёгок, чтобы носить его с собой и чтобы ветер поднял его в воздух. Его внешность менялась на протяжении многих лет, в основном изменения касались лица и больших глаз. Новый дизайн использован во всех последующих играх.

### Личность
Кирби родом с планеты Поп-Стар, где живёт в куполообразном доме в Стране Снов (Dreamland). Он позитивно относится к жизни и помогает спасти Страну Снов благодаря уникальным способностям. Его возраст никогда не назывался, хотя он и имеет прозвище «Маленький мальчик» в руководстве к игре Kirby's Dream Land. В аниме он ведёт себя как маленький ребёнок, а также упоминается как «довольно весёлый парень» в игре Kirby Super Star. Все это, наряду с высоким голосом, позволяет предположить, что Кирби молод.
Кирби весёлый и невинный, часто изображается персонажем с ненасытным аппетитом. Он любит петь, хотя не обладает музыкальным слухом.
Его личность и происхождение описаны в играх серии Super Smash Bros.. В Super Smash Bros. Melee в профиле его героя написано, что он «очень квалифицированный техник». Кирби играет важную роль в сюжетном режиме Подпространство Эмиссара (англ. Subspace Emissary) в игре Super Smash Bros. Brawl. Хотя Кирби и кажется милым и невинным, в рекламных роликах и объявлениях его преподнесли, как имеющего отличные боевые навыки, которые он применяет против противников.
Кирби мало разговаривает в играх. Его диалог в основном ограничивается выступлениями в некоторых играх: в «инструкции по эксплуатации» и кратких комментариях, таких как «Привет» или «Пойо!» в играх. Несмотря на отсутствие диалога, Кирби рассказывает о функциях некоторых способностей в меню паузы в игре Kirby: Nightmare in Dream Land, Kirby & the Amazing Mirror, и Kirby: Squeak Squad. Кирби даёт краткое описание различных вариантов меню, когда они выделены. Концепт Кирби предусматривает то, что персонаж должен быть немым, эта инициатива поддержана Масахиро Сакураи. Кирби не разговаривает в аниме, хотя иногда говорит названия его специальных атак и определённых продуктов, а иногда и повторяет другие слова, которые слышит. В серии игр Super Smash Bros. Кирби произносит названия некоторых атак других персонажей, например такие как «Falcon Punch!» Капитана Сокола, «PK Flash» Несса, и «PK Freeze» Лукаса, персонажей серии игр Mother, а также возгласы Рю из серии игр Street Fighter. Есть некоторые исключения, где Кирби говорит в играх по-настоящему, например: Kirby's Avalanche, Kirby no Kirakira Kizzu и Kirby's Epic Yarn.
Временами Кирби бывает импульсивным и наивным, например, когда обвиняет Короля Дидиди во вмешательстве в Фонтан Снов (англ. Fountain of Dreams) в Kirby's Adventure и затем уходит, чтобы отыскать куски Звёздного Жезла (англ. Star Rod), даже не дав Дидиди объясниться. Он также атаковал Мета Рыцаря в игре Kirby: Squeak Squad, надеясь завладеть сундуком который, по его мнению, содержал кусок его клубничного бисквитного пирожного. На самом деле Звёздный Жезл собирался отобрать Кошмар, который хотел испортить Фонтан Снов и превратить каждый сон жителя в кошмар, а сундук, в котором нуждался Кирби, содержал Темную Туманность, мощное существо со злыми намерениями. Король Дидиди и Мета Рыцарь знали об этом и пытались спасти планету.

### Способности
Основной способностью Кирби является вдыхание в себя врагов (рот и тело расширяются, чтобы вдохнуть вещи гораздо больше по размеру, чем он сам) и проглатывание. Он может также атаковать, выплёвывая врагов, как снаряды в виде звёзд. Однако есть предел тому, что он может вдохнуть; чрезмерно большие или тяжелые враги, такие как боссы, могут сопротивляться атакам Кирби. Против этих противников Кирби должен найти более мелкие предметы для использования в качестве оружия или перехватить атаки своего противника и отправить их обратно в него.
Кирби может втянуть в себя воздух, чтобы сделать себя более плавучим, и летать по локациям, медленно взмахивая руками. Однако единственным способом атаки в данном состоянии будет выплёвывание воздуха. В то время как в большинстве игр он может плавать неограниченное время, эта способность ограничена в Kirby 64: The Crystal Shards, Super Smash Bros. Brawl, Team Kirby Clash Deluxe, Kirby Fighters Deluxe и Kirby and the Forgotten Land.
Основным видом транспорта Кирби является звездообразный летательный аппарат под названием Основная Звезда (англ. Warp Star). Цепляясь за неё или катаясь на звезде, как доске для сёрфинга, Кирби может быстро перемещаться по воздуху и быстро перемещаться между областями.
Начиная с игры Kirby's Adventure, проглотив некоторых врагов, Кирби может скопировать их способность. Он может, к примеру, получить такие способности, как огненное дыхание, если он проглотил огненное существо, или иглы, если соответственно проглочено остроконечное существо. У Кирби в активе может быть только одна способность и он должен отказаться от неё, если хочет использовать другую. Кроме того, если ему наносят серьёзный урон, его способность будет выбита из него; хотя Кирби может быстро вернуть её себе.
Kirby Super Star развила концепцию способностей. В то время как в Kirby's Adventure способность представляла из себя одну атаку, в Kirby Super Star в атаках появилась вариативность. Кроме того, при поглощении стал меняться внешний вид и цвет Кирби. В Kirby Super Star Кирби может пожертвовать свою способность и создать помощника со способностью врага, которого он ранее съел. Новый помощник управляется компьютером или вторым игроком. Помощник, как известно, сражается с врагами наравне в Кирби. Эта функция не была включена в более поздние игры, хотя она присутствовала в ремейке Kirby Super Star — Kirby Super Star Ultra и должна была присутствовать в отменённой видеоигре Kirby для Nintendo Gamecube.
Кирби также использует свою силу, чтобы найти еду и другие специальные предметы, такие как леденцы, восстанавливающие здоровье, или дающие временную неуязвимость (англ. Invincible Lollipop). Бонусы, такие как лист мяты, позволяют Кирби стрелять бесконечными воздушными гранулами в течение ограниченного промежутка времени, блюдо Карри позволяет Кирби сжигать врагов огненным дыханием изо рта, пока эффект предмета не исчезает или Кирби не теряет жизнь. Игры Kirby Super Star, Kirby Super Star Ultra, Kirby & the Amazing Mirror и Kirby's Return to Dream Land содержат функцию, благодаря которой можно поделиться едой с другим игроком.
В начале игры Kirby's Epic Yarn Кирби вдыхает нити на основе Максимального Томата (англ. Maxim Tomato) (упоминается как Метамат), превращая себя в пряжу, дающую возможность превращаться в автомобиль, пингвина-сёрфингиста, НЛО или другие формы. Кроме того, поскольку Кирби не может поглощать врагов в этой игре (воздух проходит сквозь него), он использует нитяной хлыст, чтобы схватить врагов и превратить их в шары, которые могут быть брошены в других врагов, прикреплённых к молниям, кнопкам и другим предметам.
В Kirby's Return to Dream Land Кирби получает новые способности под названием Сверхспособности (англ. Super Abilities), путём вдыхания определённых врагов. Хотя они и могут уничтожить противников с одного удара, они в основном используются, чтобы открыть скрытые проходы, которые ведут в другое измерение. Сверхспособности также могут быть использованы в некоторых боях с боссами. Их время действия ограничено. В Kirby: Triple Deluxe Кирби при съедании Чудо Фрукта (англ. Miracle Fruit) превращается в Кирби-Гипернову (англ. Hypernova Kirby), получая возможность вдыхать огромного размера предметы.
В Super Smash Bros. Brawl Финальный Удар Кирби — его способность Повар из Kirby Super Star, с помощью которой он готовит врагов и предметы. В Super Smash Bros. для 3DS и Wii U, А также Super Smash Bros. Ultimate Финальным Ударом Кирби является Ультра Меч.

### Вид
В серии игр существуют персонажи, внешне похожие на Кирби. Таковые были замечены в финале игры Kirby's Dream Land и мини-игре Весенний Бриз (англ. Spring Breeze) Подобные похожие персонажи видны в финале Земли мечты Кирби и его ремейке «Весенний бриз» в «Кирби Супер Стар». Мета Рыцарь и Галакта Рыцарь (англ. Galacta Knight) без масок похожи на Кирби, однако имеют иной цвет кожи, глаз и ног.
Для них нет официального термина, кроме видов Кирби. Их обычно называют Кирби — это название их вида и расы. Как имя однако, «Кирби» относится только к одному персонажу. В английском руководстве Kirby & the Amazing Mirror термин Кирби используется для демонстрации возможности одновременного использования четырех цветовых вариаций Кирби в игре, хотя в этой ситуации четыре Кирби — герой, поделённый на четыре части, а не четыре отдельных существа. Другим распространенным термином является Жители Страны Снов, термин, используемый в инструкции для Kirby's Adventure. Этот термин, однако, также относится к любому, кто живет в Стране Снов, включая Короля Дидиди. Биография Кирби в Super Smash Bros. Brawl отмечает, что Кирби является жителем Страны Снов.
В Kirby: Nightmare in Dream Land, Kirby's Return to Dream Land и Kirby & the Amazing Mirror, цветовые вариации Кирби появляются как другие игроки в многопользовательских режимах. В последней игре они — результат деления Кирби Тёмным Мета Рыцарем.
В аниме Кирби представлен как Звёздный Воин (англ. Star Warrior), наряду с Мета-Рыцарем и другими персонажами, которые появляются в мультсериале. Мета Рыцарь объясняет что Кирби — молодой звёздный воин, и он ещё неопытен. В первом эпизоде мультсериала космический корабль Кирби терпит крушение на планете Поп Звезда. Его поездка должна была длится несколько сотен лет и за это время ему нужно было спать, но корабль начал дрейфовать в пространстве, заставляя его вернуться в Страну Снов и сократить свою поездку, недополучив развитие Звёздного Воина. Кирби также называют Рыцарем Основной Звезды или Воином Основной Звезды, однако подобные упоминания можно было заметить лишь в рекламных кампаниях.
В Kirby's Dream Land 3 появляется таинственный враг под названием Батамон (англ. Batamon). Они напоминают Кирби плоской формой, но имеют другое лицо. Они могут видеть и проходить сквозь стены вне досягаемости Кирби. Исключение составляет один этап в локации Облачный Парк (англ. Cloudy Park), где Кирби может попасть в прошлое и вступить в контакт с ними.

## Появления

### Основная серия игр
Основной формой медиа с участием Кирби являются видеоигры. Большинство игр представляют собой платформеры, в которых Кирби сражается с врагами, решает головоломки и бросает вызов боссам. Каждая игра обычно добавляет нововведение изменяющее механику игры, например комбинирование способностей в Kirby 64: The Crystal Shards или Сверхспособности в Kirby’s Return to Dream Land. В большинстве игр Кирби спасает мир или даже вселенную от темной, злой силы. В типичной игре про Кирби присутствует мощное существо, такое как Темная Материя или Кошмар, которое имеет контроль над вторичными злодеями.
В настоящее время серия насчитывает 25 игр, первая из которых — Kirby's Dream Land вышла в 1992 году, а последняя на данный момент — Kirby and the Forgotten Land, вышедшая в 2022 году. Хотя большинство игр — платформеры, существуют спин-оффы с участием Кирби, такие как пинбол, гонки и головоломки.

### Серия Super Smash Bros.
Кирби появляется в серии игр Super Smash Bros., также созданной Масахиро Сакураи в качестве играбельного персонажа. Он был единственным представителем одноимённой серии игр в Super Smash Bros. и Super Smash Bros. Melee, однако в Super Smash Bros. Brawl к нему присоединяются Мета Рыцарь и Король Дидиди. Кирби играет большую роль в сюжетном режиме Подпространство Эмиссара. В качестве играбельного персонажа также присутствует в играх Super Smash Bros. для Wii U и 3DS и Super Smash Bros. Ultimate. Является главным персонажем в сюжетной линии super smash bros. utimate.

### Аниме
Кирби также представлен в аниме Kirby: Right Back at Ya! (на японском: Hoshi no Kābī (яп. 星のカービィ Хоси но Ка:би:, «Звезда Кирби»)). Первоначально существовала оригинальная японская версия, но позднее вышел переделанный американский дубляж от 4Kids Entartaiment. Аниме лицензировано в Северной Америке американской компанией 4Kids Entartaiment и канадской компанией Nelvana, создано на студии Warpstar Inc, совместным предприятием Nintendo и HAL Laboratory. Сериал транслировался по телеканалу 4Kids TV и телевизионной сети Chubu Nippon Broadcasting (c 2001 года, в сериале было 100 эпизодов).
Внешний вид Кирби в аниме повторяет его внешний вид в играх, однако обувь имеет более глубокий оттенок красного, чем в играх, хотя большинство товаров, сопутствующих аниме, не отражают это различие. Сакураи предпочёл бы, чтобы Кирби не разговаривал, но позволил ему использовать ограниченный словарный запас.
Аниме представляло собственную вселенную и историю, однако в создание мультсериала был вовлечён создатель Кирби, Масахиро Сакураи, поэтому основой аниме всё также являются игры. В отличие от игр, в аниме раскрываются тёмные темы, такие как война, кровь, насилие и смерть (с основном в японской версии), хотя в нём присутствуют и весёлые и сюрреалистические сюжеты из игры.
В аниме Кирби представлен как Легендарный Звёздный Воин, которому, согласно легенде, суждено спасти планету Поп Звезда от разрушения. Также говорится от том, что Кирби должен был спать 200 лет, но его разбудили слишком рано, по ошибке, поэтому персонаж имеет качества маленького ребёнка. Из-за возраста, он зависим от помощи друзей в сложных ситуациях. Об этом нет ни единого упоминания в игре. Отмечается, что в начале сериала он творением Кошмара но отказался исполнять его злую волю и был отброшен в глубины космоса.
Основной фишкой шоу является Основная Звезда. Если в играх это средство передвижения, то в аниме это источник силы Кирби, но поскольку он слишком молод, чтобы обезопасить себя. Звезда используется практически в каждом эпизоде сериала. Вызвать её способна лишь Тифф.
Хотя Сакураи дал указание, чтобы Кирби не разговаривал, он позволил ему использовать небольшой словарный запас, включающий в себя фразу «Пойо», названия различных атак и имена персонажей.
До аниме Кирби появлялся в короткометражном учебном видеофильме, который выпущен только в Японии в 1993 и предназначался для обучения кандзи маленьких детей. Фильм не анимирован, содержит иллюстрации и был выпущен вместе с аналогичным видеофильмом с участием Марио и Варио.

### Манга и комиксы
Кирби присутствует в некоторых выпусках манги, большинство из которых выпускалось только на японском языке. Самая продолжительная манга называется Kirby of the Stars: The Story of Dedede Who Lives In Pupupu (рус. Звезда Кирби: История Дидиди, жившего в Стране Снов), которая состоит из 25 книг, они написаны Хирокадзу Хикава и напечатаны в размере 10 миллионов экземпляров. Публикация комикса продолжена в 2017 году в журнале CoroCoro Aniki. Другие комиксы манга про Кирби, как правило, в стиле одностраничных комедий ёнкома, сделаны на основе игр.
Несколько комиксов опубликованы в немецком журнале Nintendo Club, в котором присутствуют Кирби, как детектив, и Дидиди, как его друг. Эти комиксы использовались как реклама игр про Кирби, которые выйдут в Германии.
Первоначально сообщалось, что Viz Media выпустит мангу в начале 2010 года, однако выпуск комиксов впоследствии был отменён.< Манга была впоследствии издана в виде сборника "best-of", в который также вошли новые главы из ее продолжения, и была опубликована на английском языке под названием Kirby Manga Mania (рус. Кирби Манга Мания) компанией Viz Media.

## Отзывы критиков
С первого появления в игре Kirby's Dream Land Кирби получил положительные отзывы. Журнал «Nintendo Power» поместил персонажа на 19-е место, отметив, что он не получает того уважения, которого заслуживает. Кирби занимает 2-е место в Топ-10 персонажей серии игр Super Smash Bros по версии GameDaily. GamesRadar отметил Кирби, как одну из самых привлекательных капель, называя его самым симпатичным творением Nintendo из когда-либо созданных, но также называя его устрашающим в способности побеждать врагов. Он занимает 6-е место в списке «ветеранов» Super Smash Bros от IGN, описанный как «розовый задира, когда-либо созданный». В выпуске комикса «VG Cats» Кирби изображён в 100 формах, как из видео игр, так и других серий игр от Nintendo и других игровых студий, таких как The Legend of Zelda, Metal Gear и Gundam. В 2011 году Cheat Code Central поместил Кирби на 9 место в списке лучших ниндзя видеоигр.
UGO Networks включил Кирби в список «Самых милых персонажей видеоигр», заявив: «Легко попасть на доску тем, кто будет есть что угодно». В 2009 году GameSpot определил Кирби как одного из персонажей для участия в их опросе за титул «Величайший герой видеоигр всех времён». В опросе издания Famitsu 2010 года Кирби был отмечен читателями как 12-й самый популярный персонаж видеоигр В выпуске Книги рекордов Гиннесса за 2011 год Кирби является 18-м самым популярным персонажем видеоигр. В 2012 году GamesRadar поставил Кирби на 40-е место в списке «Самый запоминающийся, влиятельный и задиристый персонаж в играх», отметив: «Если вы думаете, что розовый шар не может быть жёстким, тогда вы явно не видели Кирби в действии». В 2014 году сайт Watchmojo.com поставил Кирби на 3-е место в списке «10 самых милых персонажей видеоигр». В 2012 году PeanutButterGamer поставил Кирби на 10-е место в списке «самых милых персонажей видеоигр».